# ماريو إسكوديرو
ماريو إسكوديرو (بالإسبانية: Mario Escudero)‏ هو عازف قيثارة إسباني، ولد في 11 أكتوبر 1928 في أليكانتي في إسبانيا، وتوفي في 19 نوفمبر 2004 في ميامي في الولايات المتحدة.

## وصلات خارجية
- ماريو إسكوديرو على موقع IMDb (الإنجليزية)
- ماريو إسكوديرو على موقع ميوزك برينز (الإنجليزية)
- ماريو إسكوديرو على موقع ديسكوغز (الإنجليزية)